# Darantasia extensa
Darantasia extensa är en fjärilsart som beskrevs av Rothschild 1916. Darantasia extensa ingår i släktet Darantasia och familjen björnspinnare. Inga underarter finns listade i Catalogue of Life.